# Берро, Манфред
Манфред Берро (нем. Manfred Berro; родился 16 мая 1966 года в городе Цайц) — немецкий спортсмен по гребному слалому. Принимал участие в соревнованиях по гребному слалому с конца 1980-х до конца 1990-х годов.

## Спортивные достижения
Манфред Берро завоевал три бронзовые медали на чемпионатах мира по гребному слалому, организованных Международной федерацией каноэ в дисциплине С-2 в командном зачете (1991, 1995, 1997) и золотую медаль на чемпионате Европы в 1996 году в дисциплине С-2.
Участник двух летних Олимпийских игр. На играх в Атланте в 1996 году его лучшим результатом было четвёртое место в дисциплине С-2.
На протяжении всей спортивной карьеры его напарником был Михаел Труммер.